# 南海50000系電聯車
南海50000系電聯車（日语：／ nankai50000kei densha ?）是南海電氣鐵道營運的特急列車。1994年（平成6年）9月4日隨著關西國際機場的建成而誕生了机场特急「Rapi:t」線，南海50000系列車被投入到該條線路上進行使用。1995年南海50000系電聯車曾獲得鐵道友之會藍絲帶獎，為該公司第一款獲得此獎項的鐵路車輛。

## 概要
1994年9月關西國際機場（以下簡稱「関西機場」）確定開港後，南海電氣鐵道（以下簡稱「南海」）也接到建设自關西機場出發至最近的市區中心难波的機場連接鐵道的任务。
南海方面决定以特快列车运行系统为机场联络线的基础，为了使该款特快列车在作为符合关西新发展的列车的同时，也作为引领南海企业形象的形象标识车辆，由作为计划制订者的城市規劃師小田靖弘，作为车辆设计方的建筑设计者若林广幸，车辆制造方的東急車輛製造和南海四方共同进行开发。

### 构想
列車在設計時不被视为一个单纯的转移空间，根据“必须是一个完整的待客空间”的理念，被赋予了“接入大厅”，为全车的主题。最重要的是，它体现了外观“华丽”......别致、整齐、可信赖和动感，内饰则旨在体现空间“优雅”......精致、唯美、华贵、富丽和宽裕，全车“华丽＆优雅”是派生的设计理念。
在针对航空旅客追求宜居性和便利性的同时，也要求最短29分钟连接关西机场站和难波站的高速性能。此外，为了应对在南海难波站内设立有进行航空邮件接收业务和航空行李托管业务的难波城市城市航空终端（难波CAT），而安装有对应的载货空间。

## 编组、车型组成
列车采用正面非贯通式6节车厢固定编组，相关设备后文具体描述。
- 1号車 クハ50700形（制御車・Tc2・38.4t） - 定員44人・Regular Seat・車内公用电话
- 2号車 モハ50200形（電動車・M3・38.0t） - 定員60人・Regular Seat
- 3号車 サハ50600形（附随車・T1・36.5t） - 定員46人・Regular Seat・厕所・車内公用电话・自动售货机・残疾人专用区（日语：車椅子スペース）
- 4号車 モハ50200形（電動車・M2・38.0t） - 定員48人・Regular Seat・CAT行李厢
- 5号車 モハ50000形（電動車・M1・37.0t） - 定員31人・Super Seat・厕所
- 6号車 クハ50500形（制御車・Tc1・38.0t） - 定員23人・Super Seat・服务吧台・車内公用电话

## 車体

### 結構
車體基本結構採用普通鋼製材料，車體的長度同南海鐵道其他車輛一樣為20000mm（全長20500mm），車頭的車體長度則為21500mm（全長21750mm）。另外，在此之前，南海鐵道旗下車輛寬度最大達到2744mm，而本型號爲了提高乘客乘坐的舒適度而增加至2850mm，比以往最寬車輛還超出100mm以上。
每節車廂都設有一扇乘客用門，奇數號車廂設在靠近難波方向，偶數號車廂設在靠近關西空港方向。為了保證車身外表沒有突起，同時提升隔音性和氣密性而採用了內嵌式門，為了減少車門重量而在車門內外均採用鋁合金，並且採用了紙蜂窩構造。考慮到相比于日本人，來自日本國外的旅行者體格較大，以及攜帶有的大尺寸隨身行李，甚至是爲了輪椅的方便使用，各扇車門均確保尺寸在寬為1000mm、高為1900mm。車門採用空氣式開關鎖，另外還裝有與車速信號聯動的機械鎖裝置，當行車過程中發生空氣鎖氣源失壓時門鎖依然能依靠機械鎖維持閉鎖。

### 外观

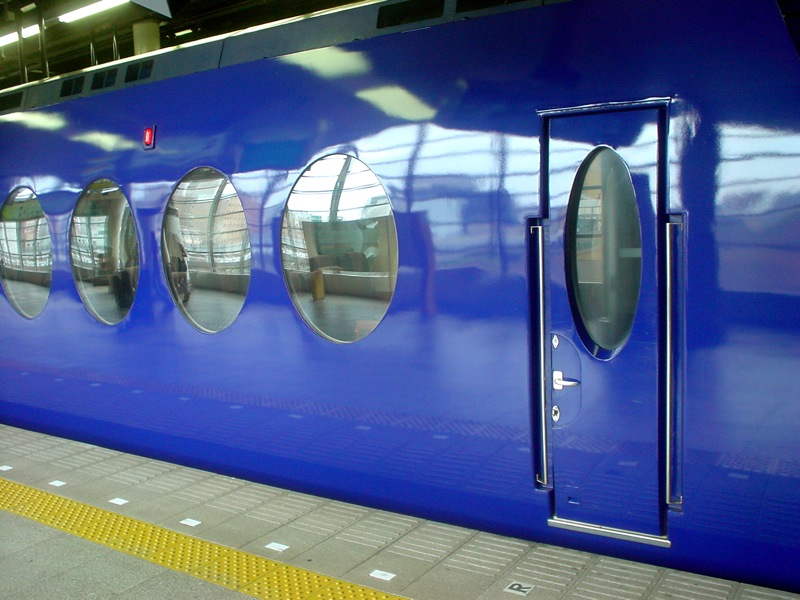
列車車廂側窗為橢圓形

車頭形狀，嶄新的動態設計，為了表現速度感和力量感，并沒有拘泥于以往的設計框架，而以“复古未来主义”为设计思路的原点，刻意回避高科技感而着重体现铁道列车原本所具有的重量感，外观结合飞机的流线型质感，使见者为之震撼。车头两侧壁上有散热片状的设计，车头正面的灯光设备（前照灯、指示灯、尾灯）被以嵌入式装设在其上，从灯罩向后有着子弹形的设计。前窗为弧形玻璃，除了在前窗上装有角状的中央立柱，排障器上也安有装饰用的螺钉。
侧窗的设计结合了火车和飞机的印象，为了强调作为机场特快列车的象征性而全部采用椭圆形。以往的车辆也曾部分使用椭圆形车窗，但像这样几乎所有车窗都使用统一的椭圆形设计的列车车厢，在日本还是首次。车窗使用灰色的多层玻璃，并对应座椅间距量身定做。此外，椭圆不仅使用在窗户玻璃上，也是整个列车车厢内外各部分的共同元素。
车厢的外观涂装上，为了体现关西机场“从海上飞向空中”这一特点而采用深蓝色，旨在表达大海和天空的闪耀感。这种涂色是在以往车辆上从未使用过的，含有云母成分的涂料，被称作“Rapit蓝”。车厢顶的玻璃钢制散热器盖也涂成统一的蓝色。
各車廂除了安装有車輛編號标识、列车类型标识和行驶方向指示器，在Super Seat车厢的侧面还有Super Seat标识，而车头侧面则安装了“rapi:t”标识。

### 室内装飾

#### 客室

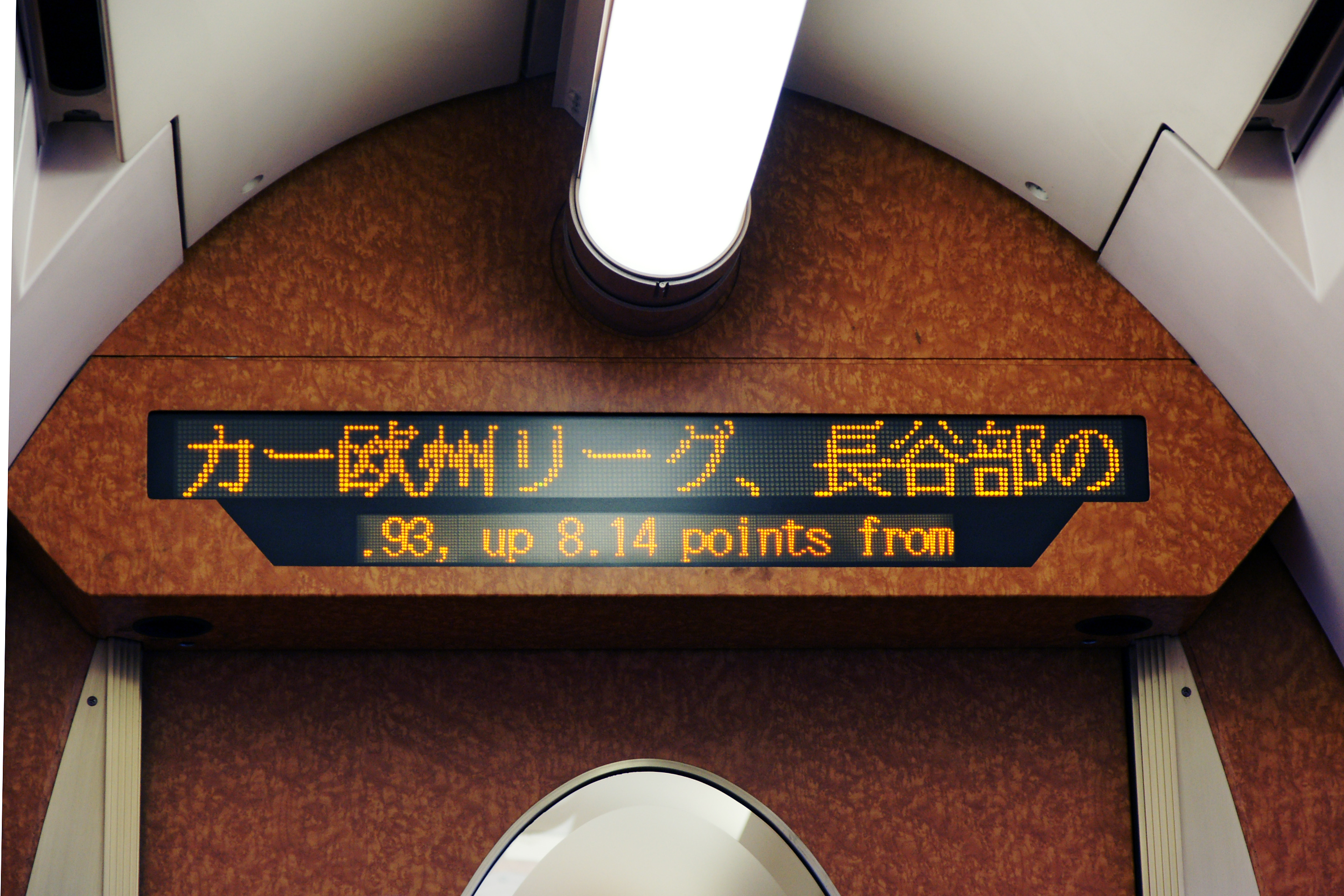
车厢内通道上方撞色的車内提示器

客艙Regular Seat車廂和Super Seat車廂的開放型客艙。
客艙與連廊之間設有隔成上下兩層的行李存放處。旅客上下車門至行李存放處之間設有的隔牆上有寬1090mm的雙開式自動門。隔門上安有橢圓形毛玻璃，從中間被分成兩扇。行李存放處與客艙之間雖然設有半橢圓形的隔牆，但因并沒有安裝開放式隔門，所以從客艙可以直接看到行李存放處的情形。这里的通道宽度有900mm。
客艙內地板至天花板間距2360mm，包括行李架在內的天花板呈半橢圓形。客艙內的照明爲了凸顯圓柱形的印象，除了在車廂內天花板中央安裝亞克力制圓筒形燈柱，還在側窗上方行李架下部安裝有間接照明用燈管。燈光採用螢光色，意在車廂內營造出安穩平靜的氛圍。客艙內的配色，窗框下部到天花板採用肉粉紅色，側窗下部牆壁以及山花板、地板、座椅扶手等則採用木紋色。
乘客座椅上方的行李架被稱作“衣帽架式”，與客機採用相同的蓋式設計，衣帽架的把手為橢圓形。側窗的遮陽板採用灰色捲簾式設計。
車廂內提示器是通过监控装置发出指令由标志转换器来控制车厢内以及车厢外侧面提示器的内容，采用在1000系以及11000系上曾成功使用的LED显示器。车内提示器被安装在客舱的隔墙通道上方，作为前往国际机场的特快联络线而采用双行显示，上一行为日文，下一行为英文。

#### 座席

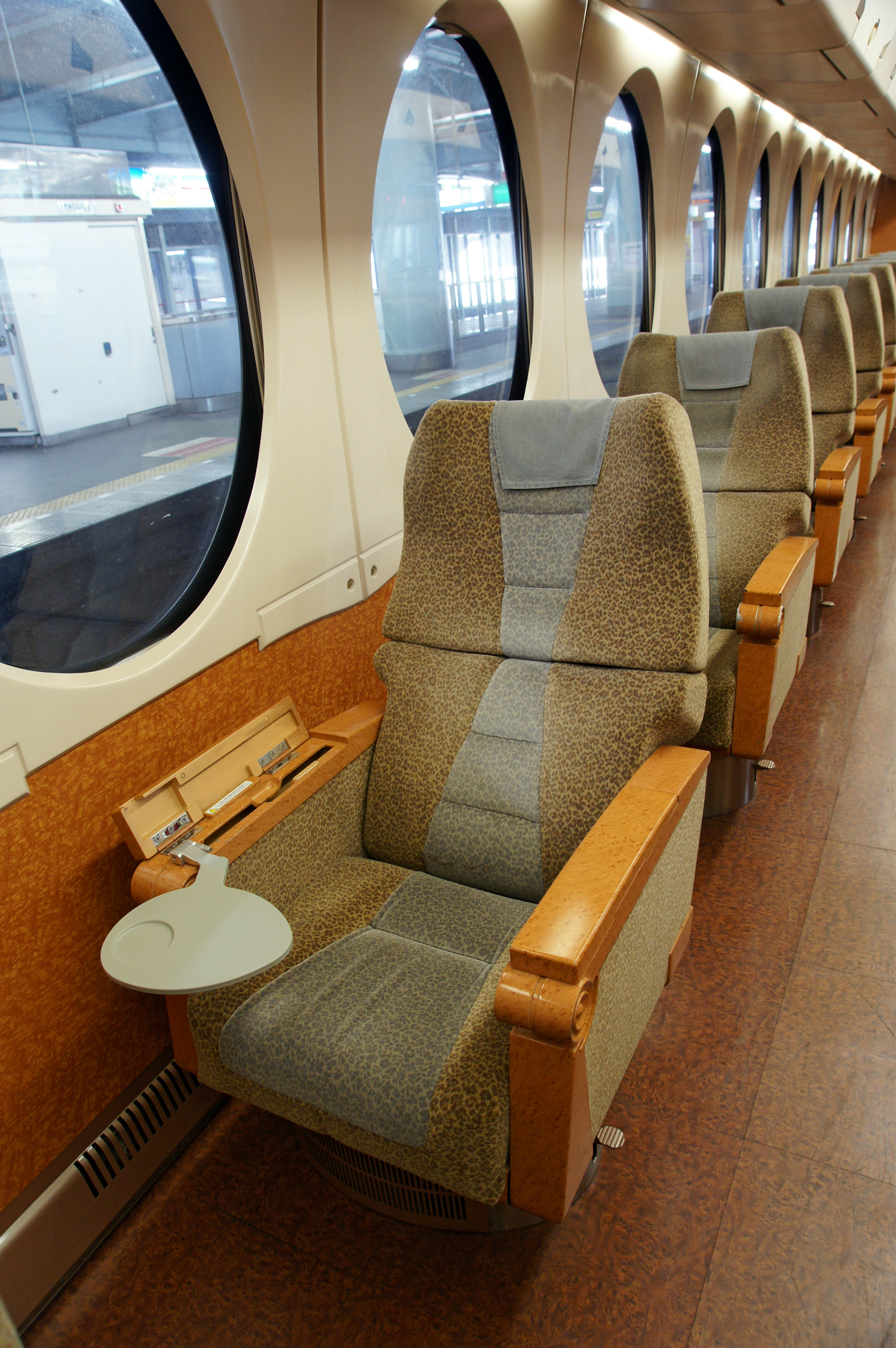
Super Seat座椅（可收放式茶几使用中）

关于座位，Regular Seat车厢为两侧双座式，Super Seat车厢为单、双座复合式可旋转椅背可调节座椅。座椅的底座为椭圆形，旨在尽可能的增大乘客腿部活动空间。此外，座椅并未安装脚踏板（供放脚休息用），这样方便乘客将行李放在自己的脚边。座位扶手内则藏有一个可伸缩的椭圆形桌板。由于最初客舱设计为禁烟车厢，并没有安设烟灰缸。
Regular Seat車廂的乘客座位間隔為1030mm，座位有效寬度為460mm。座椅的面料為橙紅色和灰色绗缝缝制，枕頭套則採用棕色的配色方案。Super Seat車廂的乘客座位間隔為1200mm，座位有效寬度，單人座為480mm，雙人座為485mm。座椅的面料為駱駝色和灰色绗缝缝制，枕頭套則採用灰色的配色方案。

#### 出入台等
为了将乘客上下车车门定位为机场快线的入口，在视觉印象上提高品位和舒适感，引入了名为“SSD”的声学设计。“SSD”是Sound Space Design的缩写，目的是为了提供标志性的舒适印象。此外，在最初开始运行时，车门附近还被作为吸烟角，所以此处还设有烟灰缸和换气扇。
1號車廂、3號車廂、6號車廂在乘客上下車門附近設有插卡式公用電話。
6號車廂的乘客上下車門附近設有服務吧檯。服務吧檯設有橢圓形的吧檯桌。吧檯內除了安有服務人員使用的广播设备和宣传册架，以及為Super Seat乘客供應軟飲料的冰箱以外，還設有物品收納架和垃圾箱。此外，紧急情况联接装置也被收容在服务吧檯。
3號車廂除了設有自動販賣機以外，還存放有車內專用折疊式輪椅。

#### CAT行李厢
在4号车厢难波方向一侧，为了方便从难波CAT检票上车的旅客托运行李而专门设有行李厢。行李厢在车厢内通道的两侧设有4个车架，可装载12个左右的旅行用行李箱。行李车架同车厢内通道被用百叶窗门隔开，在车厢外设有行李搬运专用门。

#### 乗務員室
乘务员室为了重视乘务员的可居住性、可操作性和可观察性而同月台一样高度，与室内地板高出480mm的驾驶室，以及客舱相分隔开。连结驾驶室与车掌室的通道阶梯两侧由于容纳了各种设备而安装有检修盖。这些检修盖在紧急情况下也可作为无月台高度下同车厢侧面逃生用的应急梯。
驾驶台所采用的仪表盘基本上是与1000系相同的，主控制器也同1000系一样采用双手柄操控。

#### 其他设备
3號車廂的客艙內設有輪椅專用位置，爲了便於乘員在車廂內移動，還準備有折叠式車廂內移動用輪椅。
绞盘部分为了增大门径以及减少的运行时的声音而在外采用了装饰面板罩。但是4号车厢与5号车厢之间并没有安设装饰面板罩。

## 主要機器
制动系统采用在1000系以及2000系上曾成功使用的PWM型VVVF（变压变频）逆变器制动装置。主转换元件使用4500V、2500A高电压和高电流规格的GTO晶闸管。这种逆变器为了提高安全性及小型轻量化而采用低损失Δ-C缓冲电路，并采取了滤波电抗器小型化、省略限流电阻等措施。每台制动装置对应控制4台鼠笼式三相异步电动机。
主電動機採用功率為180kw的丸型枠保護型自通風式鼠笼式三相异步电动机。可以实现时速100km以上的充足加速力，能保留运行提升至时速130km的余裕能力。制动装置为全电气操作式电磁直通空气制动外加电子操控式再生制动，电子再生制动启用时可以担负整列车的制动力。驱动装置为弯板接头式活节连接器（TD万向接头并联驱动系统）。齿轮传动比为85:14（6.07），设计最高速度为时速120km。
列车的转向架采用省略了承梁的无承梁转向架，基本制动系统采用重量较轻，易于保养的踏面制动器以进一步提高机械效率。集電装置为分别在2号车厢和5号车厢顶部安装的两个底部框架十字型受电弓。
輔助電力裝置為1號車和6號車所安裝的140kVA静止型逆變器，该装置有進行相互支補的功能，在发生异常的情况下可以将正常工作的设备中的电力供应给重要部分使用
。
空调系统使用可编程控制器，使之可以对应车厢内各位置单独地进行空气调节控制。通过从乘务员室内的列车监控装置发出空气调节指令，对各节车厢地板下安装的空调控制器进行操作。冷气设备为每节车厢集約分散式安装3台每台约12.3kw（每小时10,500千卡）的冷气机，内置功率为3.2kw的护套加热器。暖气设备为各车厢座椅支架下安装有两台护套加热器，但由于Super Seat车厢座位数量本身非常少，所以在侧窗下安装嵌入式加热器。另外，在厕所和门厅设有暖气式加热系统。

## 其他
在登場初期，各方對於車輛的奇特設計的評價是毁誉参半的，在《Rail Magazine》雜誌連載隨筆的冈田彻也對該車的車輛設計進行了嚴厲的批評。而在鐵道迷之間，因該車特別的車頭設計而為其起綽號為“鐵人28號”。根据若林广幸的设计，他并不是下意识的仿照“铁人28号”进行设计，但对他人如此奇妙的联想表示信服。

### 特殊涂装

#### Mobile Suit Gundam UC × Limited Express Rapi:t Neo Zeon Version
- 2014年4月26日，作为特快Rapi:t20周年特别策划而同《机动战士GUNDAM UC》合作，配合将于2014年5月17日上映的《机动战士GUNDAM UC》第七集《彩虹的彼端》，将6列编组列车中的一列车体的涂装由“Rapit蓝”改为新吉恩（日语：ネオ・ジオン）风格的酒红色，并将车厢内饰也改成同一作品中的风格，在5号Super Seat车厢中加装分别指明为“米妮瓦·拉歐·薩比”、“弗爾·伏朗托”和“安傑洛·梭裴”三个特别座位以供旅客自由入座、拍照留念[7][8][9]。

#### Peach × Rapi:t Happy Liner
2014年9月7日到2015年8月31日间，为了推广与低成本航空公司樂桃航空的合作，一列车体涂装变更为"Peach × Rapi:t Happy Liner" ，主题色改为与乐桃航空旗下A320系列同样的白紫涂装。

#### Star Wars: The Force Awakens livery
2015年11月21日到2016年5月8日间，为庆祝电影星球大战：原力觉醒在日本上映，一列车体涂装变更为星球大战主题的黑色，每节车厢外都印有不同的星球大战登场人物。
From 21 November 2015, a 50000 series set is scheduled to be reliveried in a special Star Wars: The Force Awakens black livery to mark the nationwide release of the film Star Wars: The Force Awakens in December. The reliveried trainset is scheduled to operate until 8 May 2016.

## 脚注
1. ↑  
.   [2018-05-27]. （原始内容存档于2016-08-22） （日语）.
2. 1 2 3 4 5 6 7 8 9 10 11 12 13 14 15 16 17  鉄道ジャーナル. 1994, (330): 79–80. 缺少或|title=为空 (帮助)
3. 1 2 3 4 5 6  鉄道ジャーナル. 1994, (330): 82. 缺少或|title=为空 (帮助)
4. 1 2 3 4 5 6 7 8 9 10 11 12 13 14 15 16 17 18 19 20 21 22 23 24  鉄道ジャーナル. 1994, (330): 81. 缺少或|title=为空 (帮助)
5. ↑  鉄道ジャーナル. 1994, (330): 10. 缺少或|title=为空 (帮助)
6. ↑  《巴比倫2世》(秋田文庫 第2巻)卷尾的解说。
7. ↑  . 南海電鉄.   [2014-05-15]. （原始内容存档于2014-04-13） （日语）.
8. ↑  草町義和. . response. 2014-04-10  [2014-05-15]. （原始内容存档于2014-04-10） （日语）.
9. ↑  . News release. Nankai Electric Railway Co., Ltd. 10 April 2014  [10 April 2014]. （原始内容存档于2014-08-13） （英语）.
10. ↑   ["Peach × Rapi:t Happy Liner" enters service]. Japan Railfan Magazine Online. Japan: Koyusha Co., Ltd. 8 September 2014  [8 September 2014]. （原始内容存档于2019-11-29） （日语）.
11. ↑  .   [2016-05-01]. （原始内容存档于2015-08-29）.
12. ↑  特急ラピート「スター・ウォーズ/フォースの覚醒」号 11/21(土)運行開始！！ （页面存档备份，存于） - 南海電鉄 2015年10月21日
13. 1 2   [Nankai Electric Railway Rapi:t limited express to be finished in Star Wars livery!]. Livedoor News. Japan: Line Corporation. 21 October 2015  [21 October 2015]. （原始内容存档于2016-08-05） （日语）.